# Turné čtyř můstků 2008/2009
57. ročník Turné čtyř můstků začal 29. prosince 2008 v německém Oberstdorfu na můstku Schattenbergschanze HS137. Na nový rok pokračoval závodem v Garmisch-Partenkirchenu, kde se skákalo na Große Olympiaschanze HS140. Z Německa se turné přesunulo do rakouského Innsbrucku na můstek Bergiselschanze HS130 a závěr turné obstaral můstek Paul-Ausserleitner-Schanze HS140 v Bischofshofenu 6. ledna 2009.

## Konečné pořadí Turné
| *  | Skokan                | Body celkem | Oberstdorf | Garmisch   | Innsbruck  | Bis'hofen  |
| -- | --------------------- | ----------- | ---------- | ---------- | ---------- | ---------- |
| 1  | Wolfgang Loitzl       | 1123.7      | 285.2 (2)  | 276.3 (1)  | 261.0 (1)  | 301.2 (1)  |
| 2  | Simon Ammann          | 1091.1      | 286.4 (1)  | 274.6 (2)  | 245.7 (8)  | 284.4 (2)  |
| 3  | Gregor Schlierenzauer | 1077.1      | 280.1 (4)  | 257.6 (4)  | 260.3 (2)  | 279.1 (4)  |
| 4  | Martin Schmitt        | 1055.2      | 273.8 (5)  | 245.2 (8)  | 257.7 (3)  | 278.5 (5)  |
| 5  | Dimitry Vassiliev     | 1048.1      | 284.4 (3)  | 239.6 (9)  | 244.9 (9)  | 279.2 (3)  |
| 6  | Anders Jacobsen       | 1027.9      | 269.0 (6)  | 247.0 (7)  | 244.4 (10) | 267.5 (7)  |
| 7  | Harri Olli            | 1019.2      | 268.5 (7)  | 258.6 (3)  | 239.6 (11) | 252.5 (10) |
| 8  | Thomas Morgenstern    | 1001.0      | 254.7 (11) | 248.5 (6)  | 250.6 (5)  | 247.2 (16) |
| 9  | Matti Hautamäki       | 991.4       | 250.5 (13) | 237.1 (10) | 253.2 (4)  | 250.6 (12) |
| 10 | Michael Neumayer      | 986.3       | 259.8 (9)  | 211.2 (24) | 246.5 (7)  | 268.8 (6)  |
| 11 | Martin Koch           | 974.1       | 233.5 (23) | 249.0 (5)  | 234.6 (14) | 257.0 (9)  |
| 12 | Michael Uhrmann       | 967.9       | 256.9 (10) | 222.9 (14) | 230.1 (16) | 258.0 (8)  |
| 13 | Noriaki Kasai         | 953.5       | 243.9 (17) | 220.5 (16) | 249.0 (6)  | 240.1 (19) |
| 14 | Ville Larinto         | 944.5       | 249.9 (14) | 221.9 (15) | 221.5 (24) | 251.2 (11) |
| 15 | Stephan Hocke         | 937.1       | 247.3 (15) | 214.6 (20) | 226.1 (17) | 249.1 (15) |
| -- | --                    |             |            |            |            |            |
| 18 | Roman Koudelka        | 913,9       | 232,2 (26) | 223,8 (13) | 224,7 (19) | 233,2 (22) |
| 22 | Jakub Janda           | 785,8       | 232,3 (25) | 220,2 (17) | 101,7 (33) | 231,6 (23) |
| 44 | Ondřej Vaculík        | 203,5       | 113,3 (36) | 90,2 (42)  | 86,5 (48)  |            |

### Oberstdorf
HS137 Schattenbergschanze, Německo

29. prosinec 2008

Zpráva:
- Simon Ammann získal první vítězství v Turné

| *   | Jméno                 | 1. (m) | 2. (m) | Body  | Body TM (Poř.) | Body SP (Poř.) |
| --- | --------------------- | ------ | ------ | ----- | -------------- | -------------- |
| 1   | Simon Ammann          | 136.5  | 134.0  | 286.4 | 286.4 (1)      | 685 (1)        |
| 2   | Wolfgang Loitzl       | 135.0  | 134.0  | 285.2 | 285.2 (2)      | 439 (3)        |
| 3   | Dimitry Vassiliev     | 134.5  | 136.0  | 284.4 | 284.4 (3)      | 185 (9)        |
| 4   | Gregor Schlierenzauer | 133.0  | 134.0  | 280.1 | 280.1 (4)      | 560 (2)        |
| 5   | Martin Schmitt        | 134.5  | 129.0  | 273.8 | 273.8 (5)      | 248 (6)        |
| -   | --                    | --     | --     | --    | --             |                |
| 25  | Jakub Janda           | 125.0  | 118.5  | 232,3 | 232,3 (25)     | 131 (18)       |
| 26  | Roman Koudelka        | 124,5  | 119,5  | 232,2 | 232,2 (26)     | 100 (20)       |
| 36  | Ondřej Vaculík        | 121.0  | --     | 113,3 | 113,3 (36)     | 9 (42)         |
| DNS | Jan Matura            | --     | --     | --    | --             | 8 (45)         |

### Garmisch-Partenkirchen
HS140 Große Olympiaschanze, Německo

1. leden 2009

Zpráva:
- Wolfgang Loitz vybojoval 1 vítězství v kariéře a 10 podium.

| *   | Jméno                 | 1. (m) | 2. (m) | Body  | Body TM (Poř.) | Body SP (Poř.) |
| --- | --------------------- | ------ | ------ | ----- | -------------- | -------------- |
| 1   | Wolfgang Loitzl       | 134.5  | 136.5  | 276.3 | 561.5 (1)      | 539 (3)        |
| 2   | Simon Ammann          | 140.0  | 134.5  | 274.6 | 561.0 (2)      | 765 (1)        |
| 3   | Harri Olli            | 133.0  | 131.5  | 258.6 | 527.1 (4)      | 284 (6)        |
| 4   | Gregor Schlierenzauer | 134.0  | 130.5  | 257.6 | 537.7 (3)      | 610 (2)        |
| 5   | Martin Koch           | 134.5  | 128.0  | 249.0 | 482.5 (11)     | 230 (8)        |
| -   | --                    | --     | --     | --    | --             |                |
| 13  | Roman Koudelka        | 124,0  | 124,5  | 223,8 | 456,0 (19)     | 120 (20)       |
| 17  | Jakub Janda           | 125,5  | 121,0  | 220,2 | 452,5(20)      | 145 (17)       |
| 42  | Ondřej Vaculík        | 114,0  | --     | 90,2  | 203,5 (49)     | 9 (42)         |
| DNS | Jan Matura            | --     | --     | --    | --             | 8 (45)         |

### Innsbruck
HS130 Bergiselschanze, Rakousko

4. leden 2009

Zpráva:
- Simon Ammann poprvé v sezoně není v top 5.

| *   | Jméno                 | 1. (m) | 2. (m) | Body  | Body TM (Poř.) | Body SP (Poř.) |
| --- | --------------------- | ------ | ------ | ----- | -------------- | -------------- |
| 1   | Wolfgang Loitzl       | 126.5  | 128.5  | 261.0 | 822.5 (1)      | 639 (3)        |
| 2   | Gregor Schlierenzauer | 126.0  | 127.5  | 260.3 | 798.0 (3)      | 690 (2)        |
| 3   | Martin Schmitt        | 128.5  | 125.5  | 257.7 | 776.7 (4)      | 340 (5)        |
| 4   | Matti Hautamäki       | 123.5  | 128.0  | 253.2 | 740.8 (9)      | 241 (10)       |
| 5   | Thomas Morgenstern    | 124.5  | 125.0  | 250.6 | 753.8 (8)      | 359 (4)        |
| -   | --                    | --     | --     | --    | --             |                |
| 19  | Roman Koudelka        | 115,5  | 123,5  | 224,7 | 680,7 (17)     | 132 (21)       |
| 33  | Jakub Janda           | 114.0  | --     | 101,7 | 554,2 (26)     | 145 (17)       |
| 48  | Ondřej Vaculík        | 107,5  | --     | 86,5  | 290,0 (41)     | 9 (42)         |
| DNS | Jan Matura            | --     | --     | --    | --             | 8 (45)         |

### Bischofshofen
HS140 Paul-Ausserleitner-Schanze, Rakousko

6. leden 2009

Zpráva:
- Wolfgang Loitz zvítězil v turné.

| *   | Jméno                 | 1. (m) | 2. (m) | Body  | Body TM (Poř.) | Body SP (Poř.) |
| --- | --------------------- | ------ | ------ | ----- | -------------- | -------------- |
| 1   | Wolfgang Loitzl       | 141.5  | 142.5  | 301.2 | 1123.7 (1)     | 739 (3)        |
| 2   | Simon Ammann          | 137.5  | 140.5  | 284.4 | 1091.1 (2)     | 877 (1)        |
| 3   | Dimitry Vassiliev     | 138.0  | 138.5  | 279.2 | 1048.1 (5)     | 303 (8)        |
| 4   | Gregor Schlierenzauer | 138.5  | 136.0  | 279.1 | 1077.1 (3)     | 740 (2)        |
| 5   | Martin Schmitt        | 138.5  | 136.5  | 278.5 | 1055.2 (4)     | 385 (4)        |
| -   | --                    | --     | --     | --    | --             |                |
| 22  | Roman Koudelka        | 126,5  | 127,5  | 233,2 | 913,9 (18)     | 141 (20)       |
| 23  | Jakub Janda           | 127,5  | 124,5  | 231,6 | 785,8 (22)     | 153 (19)       |
| DNS | Ondřej Vaculík        | --     | --     | --    | 290,0 (44)     | 9 (42)         |
| DNS | Jan Matura            | --     | --     | --    | --             | 8 (45)         |